# Parapterois
Parapterois es un género de pez venenoso de la familia de los peces escorpión.  Estos peces son propios de medios ambientes marinos en el Océano Índico o sus proximidades. Ocasionalmente es posible observar ejemplares de Parapterois heterura en un acuario marino.

## Especies
Este género posee dos especies:
- Parapterois heterura (Bleeker, 1856)
- Parapterois macrura (Alcock, 1896)